# Bong Jung-keun
Detta är ett koreanskt namn; familjenamnet är Bong.
Bong Jung-keun (hangul: 봉중근; hanja: 奉重根), född den 15 juli 1980 i Seoul, är en sydkoreansk professionell basebollspelare som spelar för LG Twins i KBO League. Han har tidigare spelat i Major League Baseball (MLB). Bong är vänsterhänt pitcher.

## Karriär

### Major League Baseball
Bong skrev kontrakt med Atlanta Braves i MLB 1997, när han bara var 17 år gammal. Året efter började han spela i Braves farmarklubbssystem, men det var först den 23 april 2002 som han fick göra sin debut i MLB. Inför 2004 års säsong bytte Braves bort Bong till Cincinnati Reds. 2005 och 2006 tillbringade Bong i Reds farmarklubbssystem.

### KBO League
Därefter gav Bong upp sin karriär i Nordamerika och återvände till sitt hemland Sydkorea, där han började spela för LG Twins i ligan som numera heter KBO League.

### Internationellt
Bong tog guld för Sydkorea vid olympiska sommarspelen 2008 i Peking.
Bong representerade även Sydkorea vid World Baseball Classic 2006, när Sydkorea kom trea, och 2009, när Sydkorea kom tvåa. 2009 utsågs Bong till turneringens all star-lag.